# Guía del Ocio
Guía del Ocio nació el 20 de diciembre de 1975 en Madrid España, ese día llegó a los kioscos una revista que en sus 64 páginas descubría todas las alternativas que, por entonces, ofrecía Madrid. La salida de Guía del Ocio fue noticia en todos los periódicos de la época.

## Historia
Su contenido, su formato (pensado para que fuera una revista práctica, que pudiera llevarse cómodamente en un bolsillo) y su lenguaje desenfadado, significó todo un revulsivo en aquel momento. El precio de salida fue de 10 ptas. Y la tirada de 50.000 ejemplares. El equipo editorial fundador de la revista estuvo integrado por José Miguel Juárez (el único de los tres socios fundadores que permanece hasta hoy, como propietario-editor) y Florentino Pérez (hoy Presidente de ACS y presidente del Real Madrid). Posteriormente se incorpora Jaime Borrel (desaparecido hace unos años y durante mucho tiempo crítico gastronómico de esta revista) y José Luis Gutiérrez (exdirector de Diario 16).
A finales de 2022 la empresa Guido Omnichannel adquiere las marcas Guía del Ocio y Guía del Niño, además de los dominios digitales.
En diciembre de 2022 se lanza la nueva Guía del Ocio, desde entonces solo en formato digital, con una web totalmente renovada, más atractiva visualmente y con más utilidades para lectores y anunciantes.

## Condena por escándalo público
En octubre de 1977, el titular del Juzgado Municipal número 21 de Madrid, condenó al entonces director de la revista y a la propia editorial a 3 días de arresto domiciliario y 5.000 ptas. de multa por escándalo público. El motivo de la sentencia se encontraba en la sección de la revista que llevaba por nombre Madrid erótico, “donde se informa de los lugares de Madrid en los que se puede encontrar mujeres de vida fácil y se hacen constar los precios aproximados” Tabúes informativos que, Guía del Ocio, observadora imparcial de lo que ocurría en Madrid, comenzaba a destapar. Su primer director fue Juan Carlos Avilés, que confirió un enorme prestigio a la revista. Tras él le siguieron al frente de la redacción: Mauro Armiño, Pedro Miguel López, Pedro Javaloyes y Antonio Miravalls. En 2013 se nombra a Raúl Álvarez como director editorial. 

## La interminable censura
El 1 de diciembre de 1977 se suprime oficialmente la censura cinematográfica, pero no se hace efectiva hasta la entrada en vigor de la Constitución de 1978. Guía del Ocio se muestra incansable en la lucha contra la censura. En la revista con fecha 18 de febrero de 1977 publica un extenso reportaje denunciando el retraso del estreno de Viridiana, de Luis Buñuel (la película estaba retenida, pendiente de la decisión del Ministerio). Además, se comentaban los problemas que Manuel Summers tenía para estrenar Mi primer pecado (el Ministerio alegaba que “la norma de censura exige respeto a las creencias, prácticas y sentimientos religiosos”); los mismos problemas que tenía Eloy de la Iglesia con su film Los placeres ocultos, al afrontar cuestiones de homosexualidad.

## De Fernando Trueba a Méndez Leite
El director de cine Fernando Trueba era un estudiante de Imagen en la Facultad de Ciencias de la Información cuando se presentó en La Guía del Ocio para ofrecerse a escribir, semanalmente, la crítica cinematográfica. Su primera crítica fue sobre la película La noche de Boris Gruchenko de Woody Allen (marzo de 1976), desde entonces no dejó de escribir hasta 1979. En 1992 se incorporó Fernando Méndez-Leite (actual director de la Escuela de Cine) como crítico, al que han seguido otras figuras como Carlos Boyero, Roberto Piorno, Ignacio Pablo Rico o Diego Salgado. 

## Otras firmas
Luis Mateo Díez. Un escritor leonés de 36 años se hacía cargo en febrero de 1978 de la sección de libros de Guía del Ocio, que firmaría durante 11 años. Aquel prometedor literato, de nombre Luis Mateo Díez, es hoy uno de los más firmes valores de la narrativa española, poseedor del Premio Nacional de Literatura y miembro de la Real Academia Española.
Vampirella, reportera de la noche. En el año 1991 apareció por primera vez en La Guía del Ocio un personaje que acabó revolucionando las crónicas de la noche madrileña. Firmaba en nuestra sección de Tarde y Noche con el nombre de Vampirella. Sus crónicas estaban llenas de un humor irónico e inteligente. Vivía en la noche pero no formaba parte de ella. En sus reportajes parecía reírse del mundo, de la vida y hasta de ella misma con una sonrisa astuta y perturbadora. Vampirella firmó su última crónica en Guía del Ocio en 1996.
Otras importantes firmas que han pasado por Guía del Ocio son Vicente Aranda, Rosana Torres, Javier Menéndez Flores, Carlos Boyero, Arsenio Escolar, Boquerini, Eduardo López, Fernando Lara, José Henriquez, Roberto Piorno, Darío Vico, Luis Cepeda, Nacho Medivas, Pablo Sobisch, Raúl Álvarez y la gran Vampirella, la reina de la noche madrileña.

## 1.000 semanas de historia
El viernes 10 de febrero de 1995 Guía del Ocio celebró en el Palacio de Gaviria el número 1000. Mil semanas –casi 20 años- de constante presencia en los Kioscos madrileños. Parecía ayer cuando, en su cien cumpleaños, los más diversos medios de comunicación felicitaban a Guía del Ocio por su rápida implantación en el mundo cultural y de ocio de la capital. En aquel número colaboraron firmas como Antonio Gades, Nacho Duato, José Carlos Plaza, Juana Aizpuru, Lorenzo Díaz, Jesús Ordovás o Rosendo Mercado. Tras estas mil semanas, Guía del Ocio formaba ya parte de la historia que Madrid había vivido en estas dos últimas décadas.

## El equipo
En las primeras oficinas que ocupó Guía del Ocio en la calle Orense, 32 (más tarde se trasladó a Alberto Aguilera, 58) trabajaba un equipo de 15 personas. Hoy, con oficinas en la Calle Alcalá, 106, trabajan casi cien. Un equipo de redactores, publicistas, personal de administración y de oficina que hace posible que cada semana la revista llegue puntualmente a los Kioscos. Desde otoño de 2013, la revista se regala los viernes con el diario El País, vendiéndose el resto de la semana en determinados kioscos de la capital. Parte de este equipo está integrado en la revista Guía del Niño que nació hace más de 20 años y en la web guiadelocio.com
Desde diciembre de 2022, tras la adquisicón por parte de Guido Omnichannel, el equipo se renueva al completo, incorporando a directivos, gestores y redactores provenientes de otras empresas y sectores varios, con una amplia experiencia y capacidad para conducir a la marca a una nueva etapa de éxitos.

## Otros proyectos del Grupo Guía del Ocio e Internet
En los años 80 se lanzó otro nuevo proyecto editorial del Grupo Guía del Ocio, la revista Guía del Niño, un medio con toda la información sobre embarazo, parto, educación, salud y nutrición de los niños. Esta revista actualmente se edita mensualmente junto a dos especiales de Moda y un Anuario.
Un referente en el sector es también el Anuario de Guía del Niño, una publicación con 23 años de trayectoria, que se ha convertido en una guía de consulta imprescindible para los padres de hoy y que permanece en los quioscos durante todo el año. Además del formato de papel, también se lanza en digital y crea la web www.guiadelnino.com Archivado el 25 de junio de 2014 en Wayback Machine.